# Anaglyptus mysticoides
Anaglyptus mysticoides là một loài bọ cánh cứng trong họ Cerambycidae.